# Soyen

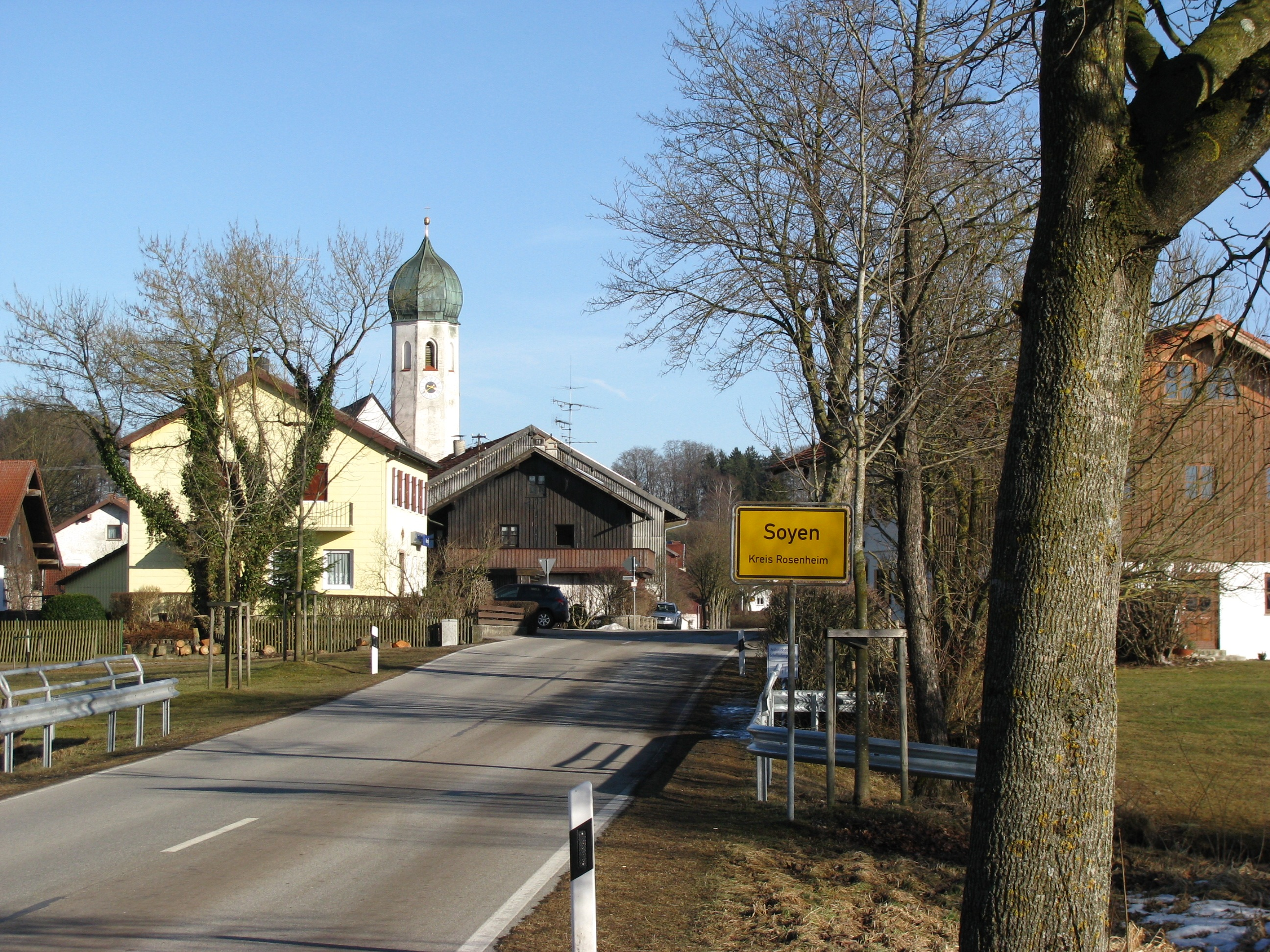
Westliche Ortseinfahrt

Soyen ist eine Gemeinde im oberbayerischen Landkreis Rosenheim, fünf Kilometer nordnordwestlich von Wasserburg am Inn gelegen. Reste der alten Burgen Hohenburg und Königswart weisen noch heute auf die geschichtsträchtige Vergangenheit des Orts hin.

## Geografie

### Geografische Lage
Die letzte Eiszeit und mit ihr der Inngletscher formten eine hügelige Landschaft und bildeten auch mehrere Seen. So zum Beispiel den Altensee und den Soyensee. Beide Seen befinden sich im Privatbesitz. Während sich der Soyensee hingegen nach einer zu leistenden Gebühr noch immer als Badesee eignet, ist der Altensee mittlerweile für die Öffentlichkeit nicht mehr zugänglich.

### Gemeindegliederung

Rathaus

Soyen hat 85 Gemeindeteile:
- Aichmeier
- Altensee
- Bachmühle
- Berg
- Bischof
- Brandstett
- Buchenthal
- Buchsee
- Burreit
- Daim
- Demoos
- Edlwagen
- Edmühle
- Fischbach
- Frauenholzen
- Freiberg
- Fußstätt
- Graben
- Grasweg
- Gröben
- Grub
- Gschwendt
- Halmberg
- Hannstätt
- Hinterleiten
- Hirschpoint
- Hofstett
- Hohenburg
- Hörgen
- Hoswaschen
- Hub
- Hundsham
- Kasten
- Kirchreit
- Kitzberg
- Kobel
- Köbing
- Koblberg
- Königswart
- Kraimoos
- Krautthal
- Lamplstätt
- Lamsöd
- Lehen
- Lettmoos
- Loderstätt
- Maierhof
- Mühlthal
- Oberkraimoos[3]
- Oed
- Oedsberg
- Pichl
- Polln
- Reiching
- Reiten
- Richterstett
- Rieden
- Röhrmoos
- Rottenhub
- Schabau
- Schleifmühle
- Schlicht
- Schweigstätt
- Seeburg
- Sieghart
- Sonnenholzen
- Soyen
- Stauden
- Steinberg
- Straßinderl
- Strohreit
- Taubmoos
- Teufelsbruck
- Thal
- Trautbach
- Urfahrn
- Vorderleiten
- Vordersberg
- Wagenstätt
- Weidgarten
- Weiher
- Wendling
- Wetterstett
- Zell
- Zuhr

### Natur
Folgende Schutzgebiete berühren das Gemeindegebiet:
- Naturschutzgebiet Hochmoor am Kesselsee (NSG-00156.01)
- Landschaftsschutzgebiet Schutz von Landschaftsteilen um den Staudhamer See in den Gemeinden Steppach, Soyen, Attel und Edling (LSG-00164.01)
- Landschaftsschutzgebiet Schutz von Landschaftsteilen um den Altensee in der Gemeinde Soyen (LSG-00100.01)
- Landschaftsschutzgebiet Schutz des Soyensees und seiner Umgebung (LSG-00054.01)
- Fauna-Flora-Habitat-Gebiet Moore um Wasserburg (7939-371)
- Fauna-Flora-Habitat-Gebiet Innauen und Leitenwälder (7939-301)

## Geschichte

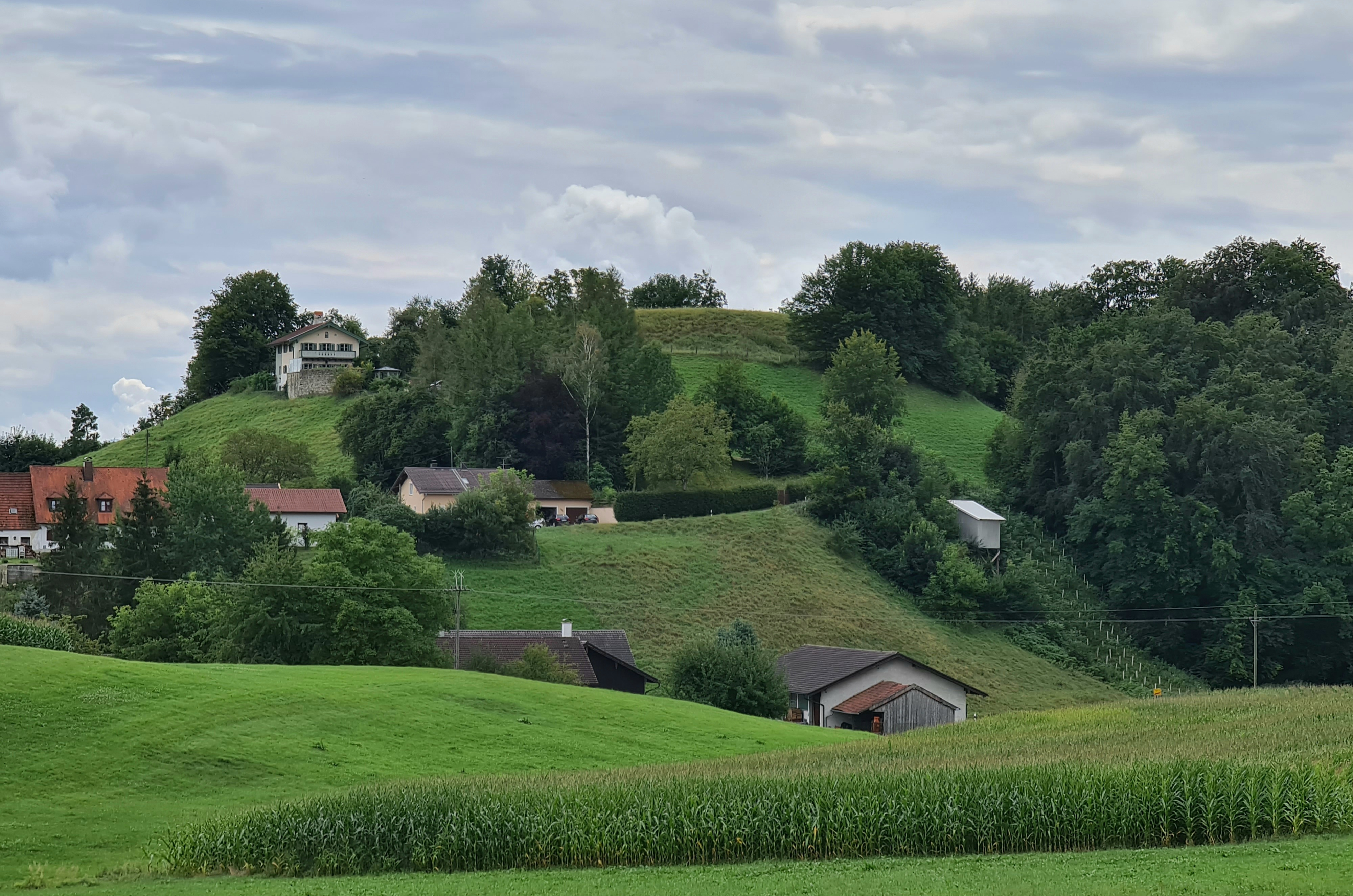
Schlossberg (Burgstall) Hohenburg

### Bis zur Gemeindegründung
Die ersten urkundlichen Aufzeichnungen gehen auf das Jahr 816 zurück. Soyen war Teil des Herzogtums Bayern und gehörte zum Rentamt München und zum Landgericht Wasserburg. Soyen wurde im Zuge der Verwaltungsreformen in Bayern 1818 eine selbständige politische Gemeinde.

### Eingemeindungen
1880 wurde die Gemeinde Buchsee nach Soyen eingemeindet. Im Zuge der Gebietsreform in Bayern wurden am 1. April 1971 Teile der aufgelösten Gemeinden Schleefeld und Allmannsau eingegliedert. Am 1. Juli 1971 kam die Gemeinde Schlicht hinzu.

### Einwohnerentwicklung
Zwischen 1988 und 2018 wuchs die Zahl der Einwohner der Gemeinde von 2353 auf 2894, also um 541 Einwohner bzw. um 23 %.

## Politik

### Gemeinderat
Der Gemeinderat besteht aus 14 ehrenamtlichen Räten und dem 1. Bürgermeister Thomas Weber. Seine Stellvertreter sind Afra Zantner und Johann Hinterberger.

### Bürgermeister
Seit April 2020 amtiert Thomas Weber als Erster Bürgermeister. Seine Vorgänger waren Karl Fischberger (2008–2020), Lorenz Kebinger (1996–2008) und Hans Zoßeder (1968–1996).

## Wappen
|                         | Blasonierung: „Gespalten von Silber und Rot; vorne schräg gekreuzt zwei rote Schlüssel, hinten ein silberner Schrägbalken.“ |
| Wappenführung seit 1974 | |

## Kultur und Sehenswürdigkeiten

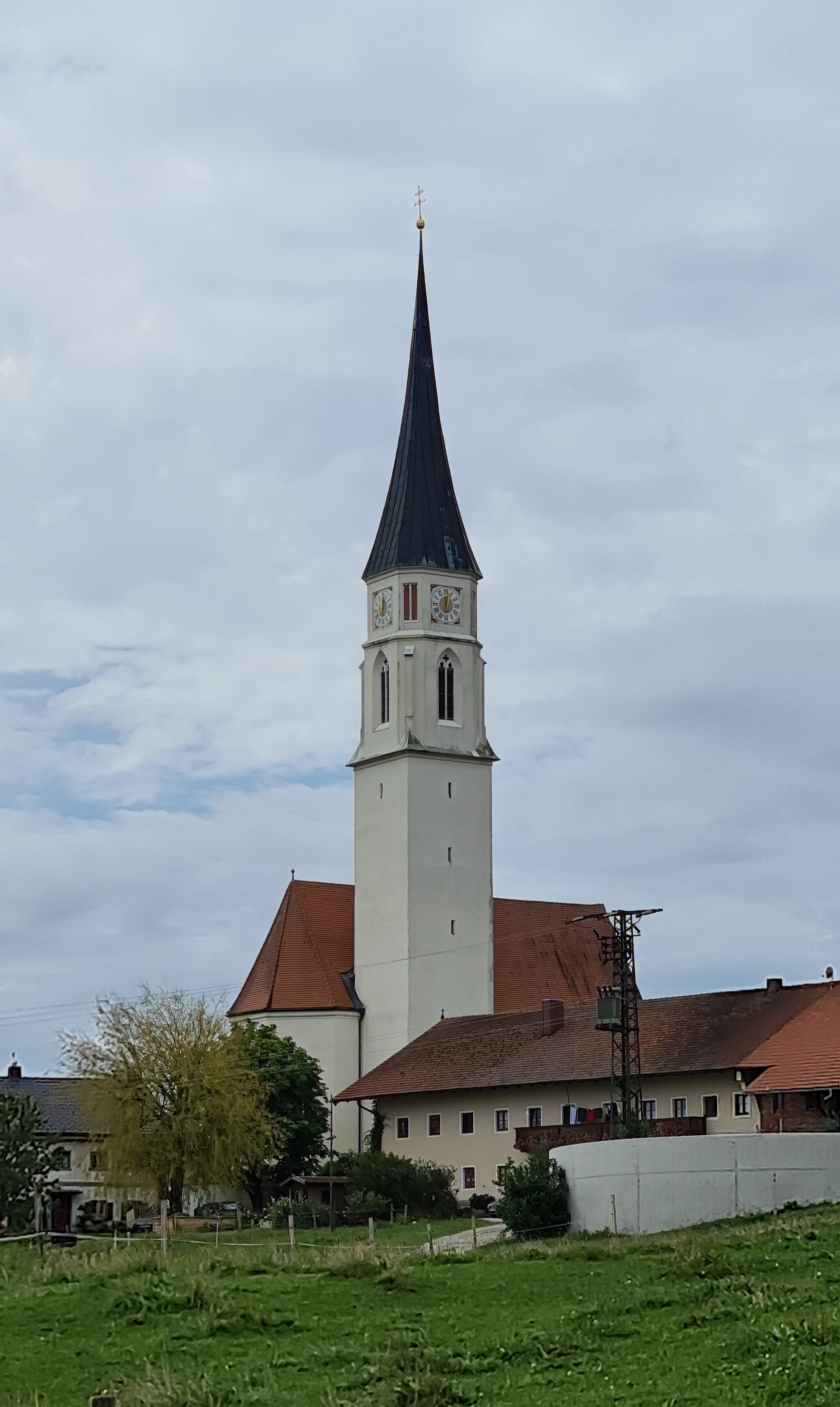
Filialkirche St. Mariä Himmelfahrt in Kirchreit

### Bauwerke
In Soyen gibt es viele Kirchen und Kapellen, etwa die Pfarrkirche St. Peter in Rieden oder die ehemalige Wallfahrtskirche Mariä Himmelfahrt in Kirchreit. Als beachtliches Industriedenkmal ist die große Eisenbahnbrücke in Königswart, die das Tal des Flusses Inn überspannt, zu nennen.

### Vereine
In Soyen gibt es zahlreiche Vereine, wie zum Beispiel den TSV Soyen, der mit seiner Fußballabteilung derzeit in der A-Klasse spielt. Weitere Abteilungen sind Tennis, Tischtennis, Volleyball, Damen-Gymnastik, Fitness und Radtreff. Zudem gibt es auch mehrere Schützenvereine in der Gemeinde, die sich auch untereinander messen.

### Soyen als Filmkulisse
Soyen war Schauplatz für drei Filme (Zeitreise durch Soyen, 2016, Ein Dorf steht Kopf, 2018, und Mit dem Rückwärtsgang nach vorn, 2020) des ortsansässigen Regisseurs Sebastian Schindler.

## Verkehr
Verkehrsmäßig ist der Ort über die B 15, über seinen Bahnhof an die Bahnstrecke Rosenheim–Mühldorf sowie der Buslinie 9411 Wasserburg–Haag angebunden. Nach mehreren tödlichen Unfällen an den unbeschrankten Bahnübergängen Mühlthal und Hörgen entstand 2019 eine Brücke über der  Bahnstrecke Rosenheim–Mühldorf im Gemeindeteil Mühlthal. Anschließend wurde der Bahnübergang Hörgen zurückgebaut.

### Radwege
Der Innradweg von Wasserburg verläuft weiter bis ins Gemeindegebiet von Soyen, wo er allerdings in Zell aufgrund eines Erdrutsches vor langer Zeit unterbrochen wird.
Im Jahr 2020 wurde der Radweg von Strohreit bis zur B15 weitergebaut.
Als Rundweg gibt es den Weg „Von Kapelle zu Kapelle“, welcher als Projekt einer Klasse der Anton-Heilingbrunner-Schule entstand.

## Persönlichkeiten

### Söhne und Töchter der Gemeinde
- Franz Xaver Huber (* 23. Juli 1819 in Kirchreit; † 4. Oktober 1888 in Hoboken, New Jersey), römisch-katholischer Priester und Karmelit. Mit seinem Mitbruder Cyrill Knoll brachte er seinen Orden in die Vereinigten Staaten von Amerika.
- Erwin Rehling (* 1954), Autor und Musiker

### Verbunden mit der Gemeinde
- Günter Dietz (1919–1995), Kunstdrucker, tätig und gestorben in Soyen

## Sonstiges
- In Soyen (Gemeindeteil Bachmühle) ist die Dietz Offizin beheimatet. Das ist eine Druckerei, die Kopien von Original-Gemälden herstellt, sogenannte Dietz-Repliken. Der Firmengründer Günter Dietz baute ab 1966 in Soyen seine Druckwerkstatt auf. Der erste Druck in Soyen war das berühmte Bach-Porträt[8]. Günter Dietz starb 1995 in Soyen. Die Kunstdruckerei wird als Familienbetrieb weitergeführt.[9]

- In Soyen arbeitete um die Mitte des 20. Jahrhunderts der Musiklehrer Waldemar Woehl und gab zwei seiner Bücher 1951 im Hausmusikverlag in Soyen heraus.[10]